# 로스사우세스
로스사우세스(스페인어: Los Sauces)는 칠레 아라우카니아 주 마예코 현의 코무나이다.